# Атанас Геров
Атанас Иванов Геров (роден на 8 октомври 1945) е бивш български футболист, защитник, една от легендите на Локомотив (София). Има 7 мача за националния отбор. Сребърен медалист от Олимпиадата в Мексико'68.

## Биография
Геров започва футболната си кариера в Септември (София). През 1966 г. е привлечен в Локомотив (София), където веднага става основен футболист в състава. Месеци по-късно дебютира и за националния отбор. Това се случва на 22 март 1967 г. в приятелски мач като гост срещу Албания, който е загубен с 0:2. През 1968 г. е включен в състава на България за Летните олимпийски игри в Мексико, на които отборът достига до финала. Играе в 5 срещи, включително и на финала срещу Унгария. След него обаче повече не записва участия за националния отбор.
През януари 1969 г. след сливането между Локомотив и Славия заиграва в обединения отбор.

## Успехи
Локомотив (София)
- Балканска купа –  Носител: 1973

България
- Летни олимпийски игри –  Сребърен медал: 1968